# Purple Haze (Cam'ron)
Purple Haze è il quarto album in studio del rapper statunitense Cam'ron, pubblicato nel 2004.

## Tracce
1. Intro – 2:10
2. More Gangsta Music (featuring Juelz Santana) – 4:26
3. Get Down – 2:37
4. Welcome to Purple Haze (Skit) – 1:15
5. Killa Cam/Roll That (Skit) (featuring Opera Steve & Joel Boylan) – 4:24
6. Leave Me Alone, Pt. 2 – 4:02
7. Down and Out (featuring Kanye West & Syleena Johnson) – 4:08
8. Harlem Streets – 3:41
9. Rude Boy (Skit) – 1:28
10. Girls (featuring Mona Lisa) – 3:43
11. I'm a Chicken Head (Skit) – 1:26
12. Soap Opera – 4:10
13. O.T. (Skit) – 0:24
14. Bubble Music – 3:51
15. More Reasons/Car (Skit) (featuring Jaheim) – 4:30
16. The Block (Skit) – 0:46
17. The Dope Man (featuring Jim Jones) – 3:26
18. Family Ties (featuring Nicole Wray) – 4:17 – Skitzo
19. Chi (Skit)/Adrenaline/Phone (Skit) (featuring Twista & Yung Buk of Psycho Drama) – 4:39
20. Hey Lady (featuring Freekey Zekey & Jim Jones) – 3:07
21. Shake (featuring J.R. Writer) – 3:28
22. Get 'Em Girls/The Mizzle (Outro) (featuring Sarah Hindes) – 4:23
23. Dip-Set Forever – 3:54
24. Take 'Em to Church (featuring Juelz Santana & Un Kasa) – 3:48